# Oceana (Organisation)
Oceana (auch Oceana: Protecting the World’s Oceans) ist eine gemeinnützige US-amerikanische Umweltschutzorganisation, die sich dem Meeresschutz verschrieben hat. Die Organisation unterhält 16 Büros in den Vereinigten Staaten, Kanada, Spanien, dem Vereinigten Königreich, Belgien, der Schweiz, Dänemark, Brasilien, den Philippinen, Chile und Belize.

## Geschichte
Oceana wurde 2001 von einer Gruppe internationaler Stiftungen gegründet, darunter der Rockefeller Brothers Fund, die Sandler Foundation und The Pew Charitable Trusts.
Nach eigenen Angaben hat Oceana seit ihrer Gründung 2001 fast 4 Millionen Quadratmeilen Ozean geschützt.

## Kritik
Die Netflix-Dokumentation Seaspiracy wirft der Organisation vor, dass sie aufgrund von Lobbyinteressen bewusst verschweige, dass eine Reduzierung des Fischkonsums eine sinnvolle Maßnahme zur Beseitigung von Überfischung und zur Rettung der Ozeane ist. Ihr wird ferner vorgeworfen, für „nachhaltige“ Fischprodukte zu werben, obwohl wirklich nachhaltige Fischerei trotz Nachhaltigkeitszertifikaten nicht gewährleistet werden könne. Diesen Umstand räumte eine Oceana-Sprecherin sogar im Interview ein. Oceana entgegnete nach Veröffentlichung des Films: „Die Entscheidung, auf den Verzehr von Meeresfrüchten zu verzichten, ist keine realistische Wahl für die Hunderte von Millionen Menschen auf der Welt, die von der Küstenfischerei abhängig sind – viele von ihnen sind auch von Armut, Hunger und Unterernährung betroffen.“ Die Filmemacher sind jedoch der Ansicht, dass dieser Hunger vor allem auf die industrielle Fischerei zurückgeht, weil einheimischen Küstenbewohnern durch die Aktivitäten internationaler Fischereigroßbetriebe vielerorts die Nahrungsgrundlage entzogen werde.